# Vemork

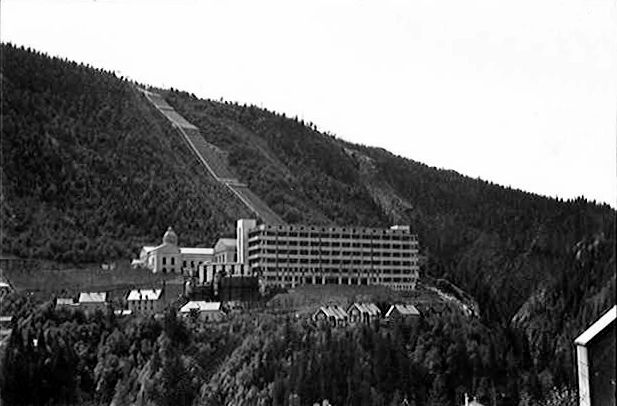
Elektrárna Vemork roku 1935

Vemork je vodní elektrárna u Rjukanu v oblasti Telemark v Norsku. Byla dokončena v roce 1911 a do roku 1913 byla nejvýkonnější vodní elektrárna na světě.
Výkonná elektrárna v odlehlé oblasti byla od roku 1934 využita pro energeticky náročnou výrobu těžké vody. Tato látka je využitelná v jaderném průmyslu včetně výroby v té době dosud nevyvinuté jaderné zbraně. Tato jediná továrna vyrábějící těžkou vodu ve velkém se proto stala strategicky významná během závodu o výrobu jaderné zbraně po vypuknutí druhé světové války. Po okupaci Norska vojsky nacistického Německa byly na Vemork organizovány sabotážní akce, zejména operace Telemark.
Těžká voda se zde vyráběla do roku 1971. Později zde byla otevřena expozice industriálního muzea.
Elektrárna je jedním z 97 objektů Průmyslového dědictví regionu Rjukan a Notodden, které jsou od roku 2015 jako celek zapsány v seznamu světového dědictví.

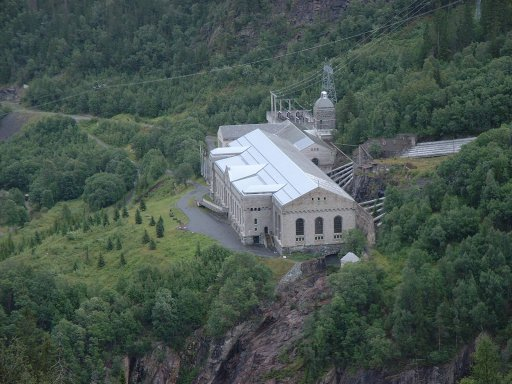
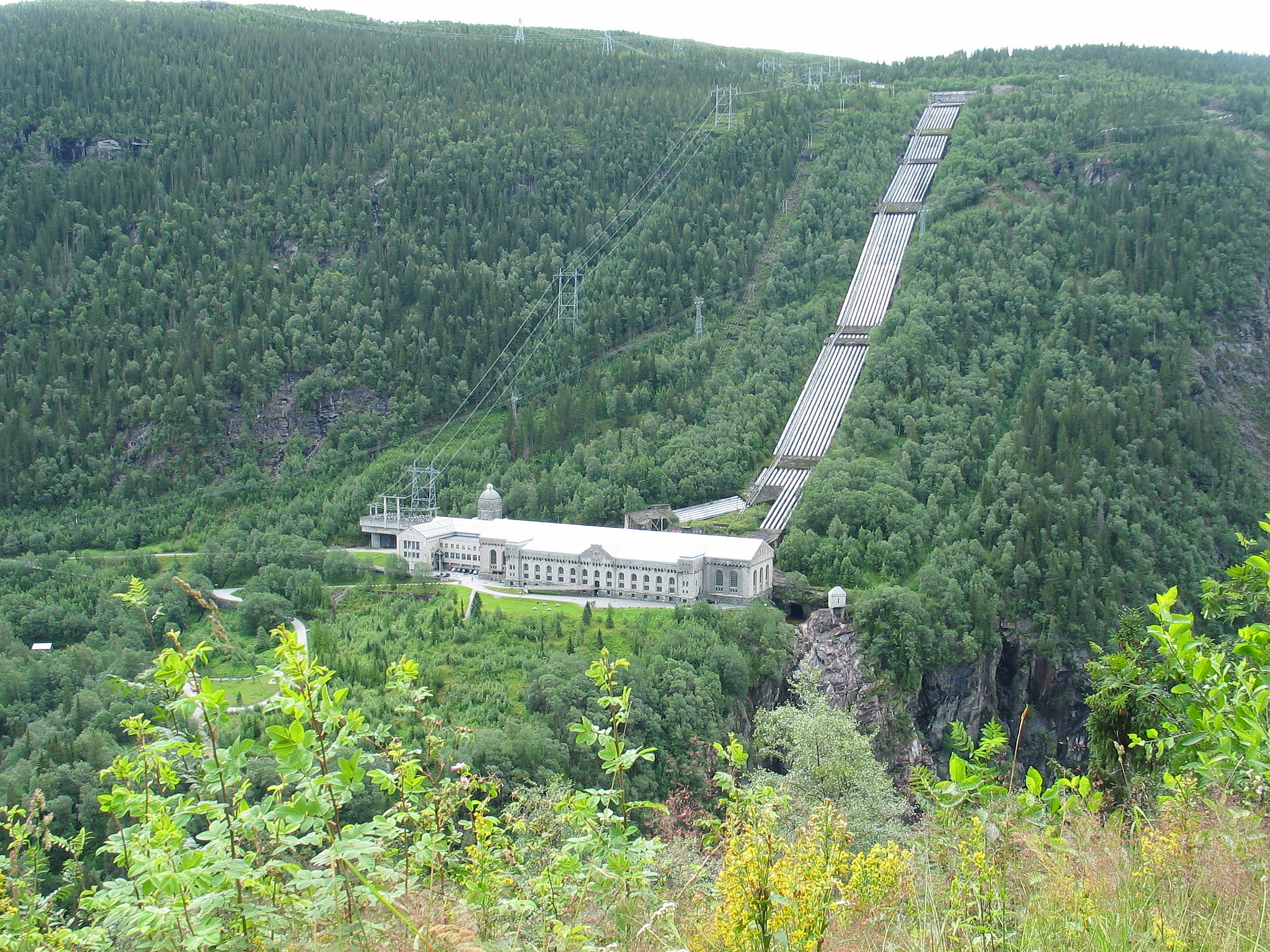
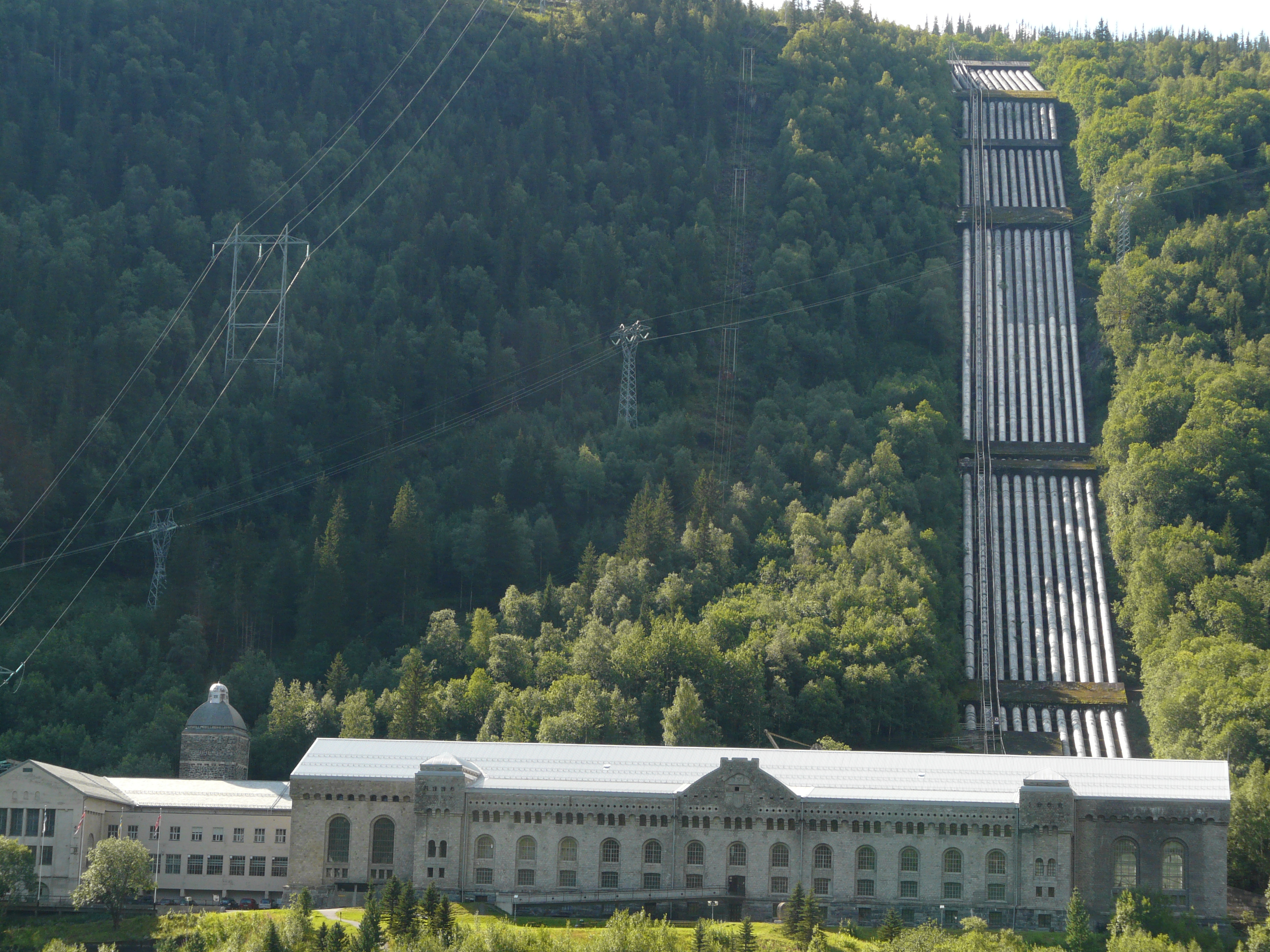